# Iberostar Estadio
Iberostar Estadi (tidligere kendt under sponsornavnet ONO Estadi og det originale navn Son Moix) er et fodboldstadion i Palma på Mallorca, der er hjemmebane for La Liga-klubben RCD Mallorca. Stadionet har plads til 23.142 tilskuere, og blev indviet i 1999, hvor det erstattede klubbens hidtidige hjemmebane, Estadio Lluis Sitjar.

## Eksterne links
- Stadionprofil Arkiveret 16. oktober 2007 hos  Wayback Machine

39°35′24″N 2°37′48″Ø / 39.59000°N 2.63000°Ø